# Paul Dukas
Paul Abraham Dukas, francoski skladatelj, kritik in pedagog, * 1. oktober 1865, Pariz, † 17. maj 1935, Pariz.
Dukas je na Pariškem glasbenem konservatoriju študiral klavir, harmonijo in kompozicijo, kasneje pa je na tej ustanovi tudi poučeval. Bil je mentor mnogim slavnim skladateljem, kot so Joaquín Rodrigo, Maurice Duruflé, Olivier Messiaen and Jehan Alain. 
Je eden od mnogih znanih osebnosti, ki so pokopane na pokopališču Père Lachaise v Parizu.

## Najvidnejša dela
- Scherzo »L'Apprenti sorcier« (Čarovnikov vajenec, tudi Črnošolec) (1897)
- Sonata v es-molu za klavir (1900)
- Polyeucte, uvertura za orkester (1891)
- Simfonija v C-duru (1896)
- Variacije, interludij in finale na Rameaujevo temo, za klavir (1899-1902, revidirano 1907)
- Villanella (za rog in klavir) (1905)
- »Ariane et Barbe-Bleue«, opera (1907)
- Prélude élégiaque, sur le nom de Haydn (za klavir) (1909)
- »La Péri«, balet (1910)
- La Plainte au loin du Faune (za klavir) (1920)
- Vocalise-étude (glas in klavir) (1909)